# İstanbul Futbol Ligi 1908/09

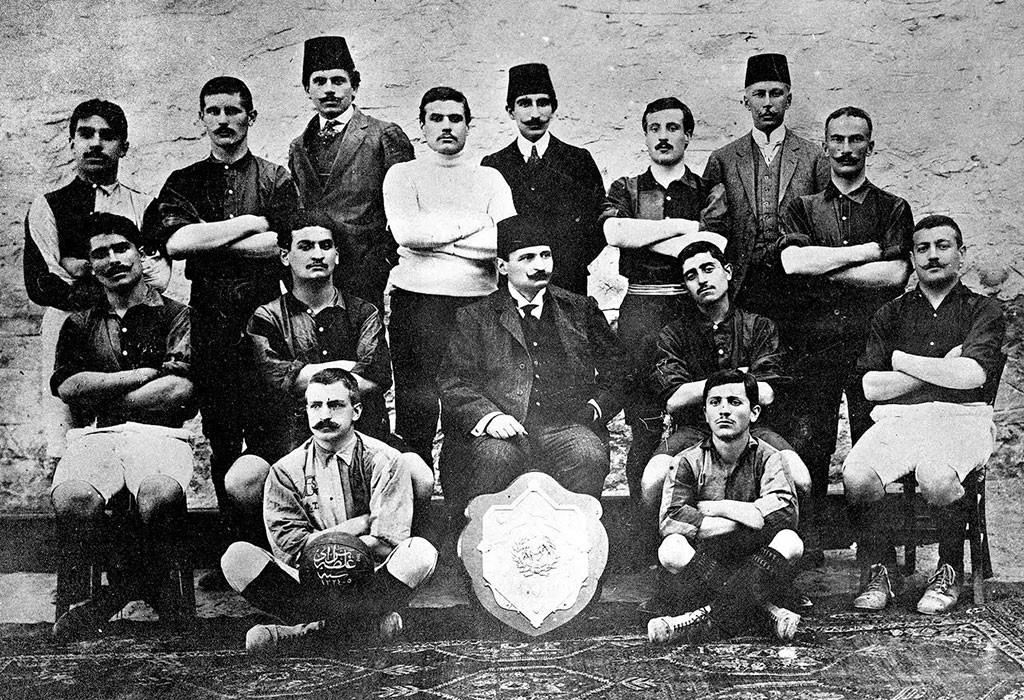
Galatasaray Istanbul, İstanbul Futbol Ligi 1908/09-Sieger

Die İstanbul Futbol Ligi 1908/09 war die fünfte ausgetragene Saison der İstanbul Futbol Ligi. Meister wurde zum ersten Mal Galatasaray Istanbul.
Zu Beginn dieser Spielzeit meldeten Cadi-Keuy FC, Elpis FC, Fenerbahçe Istanbul, Galatasaray Istanbul, HMS Barham und Moda FC ihre Teilnahme für die Liga an. Für Fenerbahçe war es die erste Teilnahme. Nachdem die HMS Barham im Januar 1909 Istanbul verlassen hatte, wurde die Zugehörigkeit der Mannschaft in der İstanbul Futbol Ligi beendet. Mit Elpis FC verließ eine weitere Mannschaft die Liga. Am Ende blieben vier Mannschaften übrig.

## Statistiken

### Abschlusstabelle
Punktesystem
Sieg: 2 Punkte, Unentschieden: 1 Punkt, Niederlage: 0 Punkte
| Pl. | Verein                 | Sp. | S | U | N | Tore    | Diff. | Punkte |
| --- | ---------------------- | --- | - | - | - | ------- | ----- | ------ |
| 1.  | Galatasaray Istanbul   | 3   | 3 | 0 | 0 | 017:000 | +17   | 06     |
| 2.  | Fenerbahçe Istanbul    | 2   | 1 | 0 | 1 | 001:200 | −1    | 02     |
| 3.  | Cadi-Keuy FC           | 1   | 0 | 0 | 1 | 000:400 | −4    | 0      |
| 4.  | Moda-Imogene Muhteliti | 2   | 0 | 0 | 2 | 000:120 | −12   | 0      |

## Kreuztabelle
Die Kreuztabelle stellt die Ergebnisse aller Spiele dieser Saison dar. Die Heimmannschaft ist in der linken Spalte, die Gastmannschaft in der oberen Zeile aufgelistet.
| 1908/09                | Galatasaray Istanbul | Fenerbahçe Istanbul | CKF | MIM  |
| ---------------------- | -------------------- | ------------------- | --- | ---- |
| Galatasaray Istanbul   |                      | 2:0                 | 4:0 | 11:0 |
| Fenerbahçe Istanbul    | :                    |                     | :   | 1:0  |
| Cadi-Keuy FC           | :                    | :                   |     | :    |
| Moda-Imogene Muhteliti | :                    | :                   | :   |      |

## Die Meistermannschaft von Galatasaray Istanbul
| 1. | Galatasaray Istanbul |
|    | - Tor: Ahmet Robenson (3/–) - Abwehr: Milija Bakić (3/–), Bekir Sıtkı Bircan (3/–), Adnan İbrahim Piroğlu (3/–), - Mittelfeld: Sabri Mahir (3/–), Horace Armitage (3/–), Hasan Basri Bey (3/–), Celal İbrahim Bey (3/–) - Angriff: İdris Bey (3/–), Fuad Hüsnü Kayacan (3/–), Emin Bülent Serdaroğlu (3/2) - Trainer: Horace Armitage ( England) |